# Klass II (ishockey)
Klass II i ishockey var en ishockeyserie i Sverige som spelades säsongerna 1923-1927. Första säsongen deltog 5 lag varav fyra B-lag till lagen i Klass I. Serien spelades som en enkelserie där alla lagen möttes en gång. Till 1924 ställde sju lag upp i serien varav fem B-lag. Vintern 1925 tänkte man sig att spela serien i två grupper (A och B), men endast ett fåtal matcher kunde genomföras då vintern var alldeles för mild för att ge hållbara isar. När serien återkom 1926 spelades den med nio lag i två grupper, inga B-lag deltog i serien. När grupperna var färdigspelade möttes segrarna Lidingö IF och Karlbergs BK i en seriefinal som avgjorde vilket lag som skulle flyttas upp till Klass I. Lidingö vann den kampen och ser ut att vara det enda laget som flyttats upp under de år Klass II spelades som andraserie. Sista säsongen 1927 spelade sex lag en serie om fem omgångar som Karlberg vann.
När Elitserien startades till säsongen 1927/1928 fick andraligan istället namnet Klass I. Två av lagen i serien fick följa med till den nya serien, Karlberg och Djurgården. Övriga lag flyttades över till den nya tredjeserie som nu kallades Klass II.

## Deltagande lag och resultat
| Lag                | 1923 | 1924 | 1925 | 1926 | 1927       |
| ------------------ | ---- | ---- | ---- | ---- | ---------- |
| AIK                |      |      |      | 2    | 4          |
| Djurgårdens IF     |      |      |      |      | 2          |
| Djurgårdens IF (B) |      | 1    |      |      |            |
| Hammarby IF (B)    | 2    | 3    |      |      |            |
| IK Hermes          |      |      |      |      | 6          |
| IF Olympia         |      |      |      | 4    |            |
| IF Stefaniterna    |      | 5    |      | 3    |            |
| IK Hermes          |      |      |      | 3    |            |
| IK Mode            |      |      |      |      | 5          |
| IFK Stockholm (B)  | 1    | 4    |      |      |            |
| IK Göta (B)        | 3    | 2    |      |      |            |
| Järva IS           | 4    |      |      |      |            |
| Karlbergs BK       |      |      |      | 1    | 1          |
| Kronobergs IK      |      |      |      | 2    | 3          |
| Lidingö IF         |      |      |      | 1    | Uppflyttad |
| Mariebergs IK      |      | 6    |      | 4    |            |
| Nacka SK (B)       | 5    | 7    |      |      |            |
| Vasa BK            |      |      |      | 5    |            |

| Förklaring                |
| ------------------------- |
| Seriesegrare              |
| Grupp A                   |
| Grupp B                   |
| – uppflyttad till Klass I |